# Легернесет
Легернесет (норв. Lægerneset) — мыс на восточном берегу Решерш-фьорда полярного архипелага Шпицберген и одноименное поселение. Мыс также известен, как «Китовая Голова» и «Мыс Эджа», в честь английского китобоя Томаса Эджа.
На острове были обнаружены остатки раннего поселения XVII века китобоев (предположительно английских).